# ویدین آپوستولوف
ویدین آپوستولوف (بلغاری: Bиден Апостолов؛ ۱۷ اکتبر ۱۹۴۱ – ۱۳ نوامبر ۲۰۲۰) بازیکن فوتبال اهل بلغارستان بود.
از باشگاه‌هایی که در آن بازی کرده‌است می‌توان به باشگاه فوتبال بوتو پلوودیو و باشگاه فوتبال لوکوموتیو صوفیه اشاره کرد.
وی همچنین در تیم ملی فوتبال بلغارستان بازی کرده‌است.